# دراگان نیکولیچ
دراگان نیکولیچ (صربی: Драгослав "Драган" Николић؛ ‏ ۲۰ اوت ۱۹۴۳ – ۱۱ مارس ۲۰۱۶) یک هنرپیشه اهل صربستان بود. وی بین سال‌های ۱۹۶۴ تا ۲۰۱۴ میلادی فعالیت می‌کرد.
از فیلم‌ها یا برنامه‌های تلویزیونی که وی در آن نقش داشته است* می‌توان به عشاق، سرزمین موعود و زندگی زیباست اشاره کرد.